# Ausetania (1900-1936)
Ausetania fue un periódico español editado en Vich entre 1900 y 1936.

## Historia
Era sucesor de La Comarca (1894-1900) —órgano del carlismo en Vich, Berga y Olot dirigido por Juan Bautista Falcó—, que había sido suspendido por el gobierno a raíz de los sucesos de Badalona. Tomaba su nombre del vocablo latino «Ausetania», con el que era conocida la comarca de Osona en los tiempos de los romanos y de los visigodos. En cuanto se levantó la suspensión a la prensa legitimista, Ausetania se tituló «semanario católico-monárquico» y se declaró carlista. Posteriormente llevó por subtítulo «semanario tradicionalista».
Tenía sus oficinas en la Rambla Devalladas (Casa Comella). La suscripción costaba 1,50 pesetas por trimestre y 5 pesetas al año. Se imprimía a cuatro páginas de 54 por 38 cm, a cinco columnas, en su imprenta propia. Durante varios años fue dirigido por Carlos Forcada, y en 1914 por varios entusiastas jaimistas, entre ellos el presbítero Luis Font y N. Alemany. En 1908 Jacinto Comella participó como representante de Ausetania en la segunda Asamblea Nacional de la Buena Prensa celebrada en Zaragoza en septiembre de 1908.

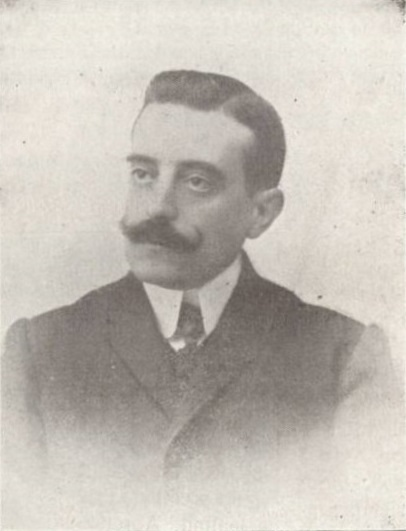
Carlos Forcada, director de Ausetania (1908)

El texto era en castellano y catalán. Tenía como secciones fijas: Notas de la semana.—Mundiales.—Crónica tradicionalista.—Crónica.—Nuestro correo.—Santoral.—Información comercial.—Deportivas.—Bibliografías.
Algunos de sus colaboradores fueron J. Lladó, presbítero; Luis de Castro, Juan Puigcerver, M. Subirá, J. Vellver, presbítero; Fray José Liguán, Ramón Garriga, presbítero; José Puigdessens, C. M. F.; Carlos d'Espinella, Antonio Puig, Norberto Torcal y Miguel Camps.
Publicó varios números extraordinarios, políticos y religiosos, entre los cuales Navarro Cabanes destaca los dedicados al Marqués de Cerralbo (16 de noviembre de 1912); a Don Jaime, en su fiesta onomástica (1914); los de Semana Santa de todos los años y el de la Purísima de 1911.
Ausetania era uno de los nueve periódicos carlistas catalanes —del total de veintitrés en España— que El Correo Español anunciaba en 1909 como órganos oficiales de la Comunión Tradicionalista. En 1919 el semanario se decantaría por la facción mellista del tradicionalismo, y se separó del jaimismo, declarando: «antes los principios que la persona del Rey». Los leales a Don Jaime fundarían entonces un nuevo semanario titulado La Comarca de Vich (1919-1936).
En 1921 el Ayuntamiento de Vich de mayoría catalanista solicitó el traslado del batallón del Ejército destacado en la ciudad a raíz de unos sucesos ocurridos con motivo de un mal comportamiento de algunos militares durante «l'Aplec d'Orfeons». Se produjo entonces una manifestación en Vich de carácter españolista contra el alcalde y los ediles catalanistas. Los semanarios Ausetania y La Comarca de Vich se sumaron a los telegramas dirigidos al capitán general Palanca y al gobernador civil Martínez Anido protestando contra los acuerdos antimilitaristas de la mayoría catalanista en el consistorio, que calificaron de «inicuos».

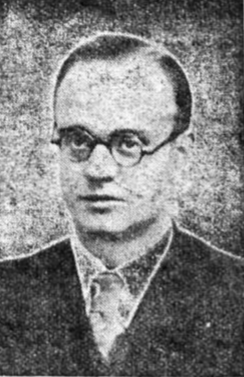
Miguel Ángel Pujol, director de Ausetania (1935)

El diario tradicionalista madrileño El Siglo Futuro publicaría en 1935 una reseña sobre la historia del semanario Ausetania, en la que afirmaba:

Su labor principal ha sido de divulgación de los Ideales religiosos y tradicionalistas, campañas electorales y de propaganda, defensa hasta partirse el pecho de los principios regionalistas frente al nacionalismo antipatriótico y liberal, que tanto daño ha causado en esta región, y singularmente en la ciudad de Vich, preocupándose singularmente de la defensa de la moralidad pública y de la recta administración pública en la ciudad ausonense. Todo lo cual, así como ha merecido el ser desde muchos años «Ausetania» el periódico de mayor circulación de la comarca, le ha valido asimismo multitud de denuncias y empapelamientos en el Juzgado, de todo lo cual ha salido siempre librado este periódico, y demostrando siempre y en todo momento la justicia y rectitud de nuestro proceder.

En 1932 el nuevo director Miguel Ángel Pujol fue acusado de haber injuriado y calumniado en el periódico a Vicente Serra Ferrer, interventor de Fondos Municipales.
El semanario siguió publicándose hasta 1936. Tras estallar la guerra civil, Miguel Pujol y su hermano José María serían asesinados por milicianos antifascistas la madrugada del 31 de agosto de 1936 en la cuneta de una carretera próxima a Gurb.